# Mizofónia
A mizofónia (a görög μῖσος misos, gyűlölet és φωνή phonḗ, hang, zaj szavakból), szó szerint a zajok gyűlölete csökkent toleranciát jelent bizonyos zajokkal szemben. Vitatott, hogy neurológiai vagy pszichés zavarról van-e szó. Jellemzője, hogy bizonyos zajok negatív reakciót váltanak ki, hangerejüktől függetlenül. A  ICD-10, illetve a DSM-5 nem tartalmazza.
Az elnevezést a 21. század elején Pawel és Margaret Jastreboff amerikai idegtudósok vezették be. Angolul szinonimaként használják a Selective Sound Sensitivity Syndrome elnevezést is, ami magyarul szelektív hangérzékenység szindrómát jelent. Habár a hosszabb elnevezés egyben pontosabb is, a kutatásban is inkább mizofóniának nevezik. A reakciókat kiváltó ingereket triggereknek nevezik.
Egyes kutatók szerint a mizofónia nem anomália, hanem klasszikus kondicionálással jön létre. Ez azt jelenti, hogy a zajok azért válnak idegesítővé, mivel tudat alatt negatív vagy traumatikus események kapcsolódnak hozzájuk. Így, amikor meghallják az adott zajt, tudat alatt felidéződik a kontextus is, így a zaj idegesítővé válik. Egyes érintettek pozitívan reagáltak az ellenkondicionálásra, ami abból áll, hogy pozitív élményeket kapcsolnak a zajokhoz. Ez az eljárás képes feltételes reflexeket kioltani. A feltételes reflexeket a vegetatív idegrendszer szabályozza.

## Elhatárolás
A zajintolerancia heterogén jellegű, amit többféleképpen is definiálnak. A hyperacusis és a mizofónia között többnyire a zajintolerancia alapján tesznek különbséget. Gyakran azonban más klinikai kórképeket is zajintoleranciaként definiálnak. A határ keskeny, illetve a leírások is különfélék. A hyperacusis és a mizofónia alapvetően a zaj fizikai tulajdonságai, kontextusa és jelentése alapján különböztethető meg. A hangok iránti általános érzékenységgel, a hyperacusissal szemben a mizofónia csak bizonyos hangokra vonatkozik, melyek hangerejüktől függetlenül szenvedést okoznak. A szubjektív jelentéstől és kontextustól függetlenül elkerülő reakciókat váltanak ki.
Egyes kutatók a fonofóbiák (zajtól való félelem) közé sorolják a mizofóniát, azzal a megkötéssel, hogy a félelem predomináns érzelmi reakció a különféle zajokra.
Ezek alapján az észlelési zavarokat is bevonják. Azonban ennek a koncepciónak még alacsony a validitása, így ezt az összefüggést egyelőre nehéz bizonyítani. A kutatók a szenzoros túlaktiválódással látnak összefüggést. A szerzők a szindrómát abból származtatják, hogy a természetszerűleg nem káros érzékleteket tartósabbnak, fájdalmasnak, veszélyesnek vagy zavarónak élik meg. Az érintetteknél hiányozhat a hozzászokás, és az a képesség, hogy az ingerek jelenlétében az elvárt módon viselkedjenek.
Ugyanennyire releváns a tinnitustól való megkülönböztetés. A tinnitus a fülben keletkezett hang, ami lehet egy- vagy kétoldali is. A kutatók szerint a neurológiai alapok hasonlóak. A különbséget az jelenti, hogy a mizofóniát a külvilágból származó, többnyire ember által produkált hangok váltják ki, a tinnitus pedig csak belülről érzékelt, absztrakt zaj.
Mindemellett fontos azt kiemelni, hogy sem a hyperacusis, sem a mizofónia nem áll közvetlen kapcsolatban a fizikai hanghullámmal. Normál, illetve korlátozott hallással, nagyothallással együtt is előfordulhatnak. Okuk nem a hallórendszer aktiválása, hanem a központi idegrendszeré.

## Epidemiológia
A mizofónia epidemiológiájának vizsgálata nem egyszerű, mivel nincsenek érvényes és rendszeres becslések előfordulására. A következőkben a gyakoriságról, az új megbetegedések arányáról, illetve a kísérő betegségekről lesz szó.

### Előfordulása
A mizofónia gyakoriságára vonatkozó adatokat fenntartásokkal kell kezelni. Ellenben bizonyos tanulmányok szerint gyakoribb, mint ahogy eddig feltételezték. A fülcsengés a népesség 4-5%-át érinti; egyes tanulmányok szerint 60%-ukakat érinti a mizofónia is.  A kutatók ebből egy 3,2%-os becslést vezettek le, hiszen a mizofónia a zajintoleracia mellett  92%-os gyakorisággal jellemző. Egy 2010-es cikk szerint a fülcsengés mellett 10% a mizofónia előfordulása. Egy 2015-ös értekezés 375 személyt vizsgált. Közülük 35%-nál állapítottak meg hallási túlérzékenységet, és 15–63% mutatta a mizofónia tüneteit. Egy floridai tanulmány 483 hallgatót vizsgált, amiből 19,9%-os arány jött ki. Azonban ez nem számít konzervatív mértéknek, illetve felülről becsli a valós értéket.

### Komorbiditás
A mizofóniakutatás egyik fő kérése, hogy a mizofónia fiziológiás reakció-e, egy másik pszichés zavar tünete-e, vagy pedig önálló pszichés zavar. Választ a komorbiditás vizsgálata adhat. Ha nagy, rendszeres és reprezentatív tanulmányok azt mutatják ki, hogy hogy a komorbiditás magas, akkor nem tekinthető önálló pszichés zavarnak, hanem csak tünetnek. Mivel ilyen tanulmány nem készült, azért erre a kérdésre még nincs válasz.
Az eddigiekből az látszik, hogy a mizofónia összefügg más pszichés zavarokkal. Egy gyermekgyógyászati tanulmány összefüggést mutatott ki a kényszeres zavarokkal. Míg más pszichés zavarok esetén 2,4 – 7,1% volt az arány, addig a kényszeres személyiségzavarnál az arány 52,4%-nak adódott egy 2013-as holland tanulmány szerint. Az autizmussal és más neurológiai fejlődési rendellenességekkel kapcsolatban is nagyobb keresztmetszetet tudtak kimutatni. Egy 2014-es szúrópróbaszerű vizsgálat 184 mizofóniás között 5%-nál találtak más pszichés zavart. Ez azt mutatja, hogy a mizofónia létrejöttében nincs szerepe más pszichés zavaroknak.
Egy 2018-as tanulmány 826 résztvevővel vizsgálta az összefüggést a mizofónia súlyossága és a félelem iránti érzékenységgel és közvetve a kényszeres tünetekkel. A modell a súlyosság szórásának 9%-át magyarázza (R² = 0,09, p < 0,001). A félelem iránti érzékenység közvetlen hatása kis mértékű, {\displaystyle {\hat {\beta }}_{2}=0,06}, és a közvetett hatás sem sokkal nagyobb, {\displaystyle {\hat {\beta }}_{1}}· {\displaystyle {\hat {\beta }}_{3}=0,08}. Azonban a kényszeres tünetekkel kapcsolatban erős a korreláció (r = 0,42, p < 0,001). Összességében a kényszeres tünetekkel mutattak ki összefüggést.
Mivel a legtöbb tanulmány a mizofónia fogalmát nem határozza meg élesen, és bizonyos érzékelési zavarokat is annak értékel, az eredmények csak korlátozottan érvényesek. További reprezentatív, nagy méretű tanulmányokra lenne szükség, ahol a komorbiditást rendszeresen vizsgálják. Eddig csak a megkülönböztetés és a más pszichés zavarokkal való csekély magyarázó erőt tudtak kimutatni.

## Okok
A mizofónia keletkezését még csak kevéssé vizsgálták. A pszichológiai magyarázatok mellett a neurofiziológiai magyarázatok is fókuszt kapnak. Az eddigi eredményeket fenntartással kell kezelni; olyan kiindulópontként, ami még sokat változhat.

### Pszichológiai magyarázatok
Egyes kutatók egyetértenek abban, hogy egy mélyen fekvő utálat áll a háttérben, ami gyermekkorban kezdődött, amikor a családtagokat hallgatták. A zaj ismételt társítása elkerülő reakcióban testesült meg.
Hasonló, de általánosabb felvetéssel jelentkeztek 2015-ben. Eszerint a mizofónia klasszikus kondicionálással keletkezik. Az inger először fiziológiás izomreflexet vált ki, melyet érzelmi reakció követ. A fiziológiai reflex tartja fenn a mizofóniát. Az eddigiekhez újabb inger is társulhat, ami ugyanezt az eredményt okozza.
A mizofónia tünetei és az idegesség közötti kapcsolatot kutatók szerint a düh teremti meg. Az erősebb tünetek erősítik a dühöt, majd az erősebb düh erősíti az idegességet. A közvetett hatás csekély: {\displaystyle {\hat {\beta }}_{1}}· {\displaystyle {\hat {\beta }}_{3}} = 0,018.

### Neurofiziológiai magyarázatok
Más kutatók inkább fiziológiai okokat keresnek. Eszerint a hallórendszer normálisan működik, viszont a hallórendszer, a limbikus rendszer és az autonóm idegrendszer közötti kapcsolat érzékenyebb bizonyos zajokra. Így a tudat alatti folyamatok domináns szerephez jutnak az idegrendszer túlaktiválásában. Spekulációk szerint az anomáila központibb helyen van, mint a hiperakuzisznál.
A teljes feldolgozási folyamat nem tisztázott minden részletében, és így potenciális mechanizmusként kezelik. Egy zaj szubkortikális, így tudat alatti feldolgozást vált ki. Ennek során az információ eljut a limbikus rendszerbe, illetve a hallókéregbe, ahol tudatossá válik. Az észlelés és a zaj kiértékelése további érzelmi képzettársításokat vált ki, és aktiválják az autonóm rendszert, ami megmagyarázza az autonóm reakciókat a mizofóniában.
2014-ben egy 34 résztvevős EEG-tanulmány 20 mizofóniást és egy kontrollcsoportot vizsgált arra, hogy reagál az agyuk egy meghatározott ingerre.  A kutatók egyenletes hangzású hangingerhez kevertek véletlenszerűen egy váratlan zajt, miközben EEG-vel mérték az agyi aktivitást. Az eredmények szerint a mizofóniások agyának N1-aktivitása csökkent, ami a hallórendszer speciális neurológiai hiányosságát jelezheti. Azonban nem lehet tudni, hogy ez az elváltozás más neurológiai zavarok esetén is fennáll-e. Az sem világos, hogy ez az elváltozás a megváltozott hallásra, a feldolgozás zavarára vagy a kortikális kontroll zavarára vezethető-e vissza.
2017-ben kutatók először mutatták ki fMRT-adatokkal a mizofónia neurológiai alapjait. A  legfontosabb eredmények szerint a funkcionális vizsgálat erősebb hálózatot mutatott ki a ventromediális prefrontális kéregben, illetve az elülső inzuláris kéreg aktiválódását jelezte. A prefrontális kéreg végzi az érzékszervi információ feldolgozását, másrészt aktivál más agyterületeket is, például az emlékek feldolgozását és az amigdalát, ami az érzelmi feldolgozásért felelős. Az inzuláris kéreg veszi észre a kiugrásokat, és részt vesz az érzékszervi információk, illetve az érzelmek feldolgozásában.

## Tünetek
2014-ben jellemezték mind a lehetséges reakciókat, mind a kiváltó zajokat. A megfigyelt reakciók lehetnek érzelmiek, mind ingerlékenység, idegesség, frusztráció, aggodalom és félelem; konatív reakciók, mint a sírás és a menekülés; és pszichofiziológiai reakciók, mint fájdalom, rosszullét, stressz, figyelemzavar. A zajok listája hosszú, de úgy néz ki, hogy minden zaj szerepel rajta. Faktoranalízissel egy sor osztályt, illetve reakciót mutattak ki. A következő osztályok adódtak: étkezési hangok, repetitív gépelés, zörgés, nazális zajok, lélegzési zajok, beszédhangok, környezeti zajok.
A kiváltható reakciók közé tartozik az extrém félelem és az elkerülő viselkedés, ami szociális izolációhoz vezethet, például az érintett még saját családjával sem tud együtt enni. Néhányan kényszeresen megismétlik a látottakat vagy hallottakat.
A kutatásban fontos szerephez jut a szenzoros reakció és a mizofóniás reakció megkülönböztetése. Többnyire abból indulnak ki, hogy más érzékletek is hozzájárulnak. Kérdéses, hogyan. Megmutatták, hogy a látásnak (láb- és testmozgások észlelése) és a tapintásnak (textúrák) is van szerepe. Nem ismert, hogy ezek egyedül vagy csak a hanggal együtt is kiválthatnak-e mizofóniás reakciót. Ezzel szemben a hanginformáció által kiváltott mizofóniás reakció bizonyított. 2013-ban arról tudósítottak, hogy nem a látottak, hanem a hallottak váltották ki.

## Felismerése

### Kritériumok
A mizofóniára nincsenek standardizált diagnosztikai kritériumok, mivel nem szerepel sem az  ICD-10-ben, sem a DSM-5-ben. A tudományban azonban kutatási kritériumok javasoltak, melyek irányadó keretet alkotnak a további kutatás számára.
A szakirodalomban leggyakrabban használt kritériumokat 2013-ban fogadta el három pszichiáter az Amszterdami Orvosi Akadémiai Központban. Egy interjútanulmányban megkérdezett 42 mizofóniás részvételével a kutatók javasolták a zavar diszkrét osztályozását. A kritériumokkal szembeni kritika ellenére rendszeres és összehasonlítható alapot nyújt a diagnosztikai eszközök kifejlesztéséhez.
|   | A kritérium leírása |
| - | --- |
| 1 | Egy specifikus, ember által kiváltott zaj jelenléte vagy elképzelése impulzív, averzív testi reakciót vált ki, ami irritációval vagy undorral kezdődik, ami idegességé válik.                           |
| 2 | Ez az idegesség ahhoz vezet, hogy az érintett úgy érzi, hogy elveszti az önkontrollt. Néha valóban elveszti, ami potenciálisan agresszív dühkitörésben nyilvánul meg.                                   |
| 3 | A személy felismeri, hogy idegessége vagy undora fölösleges, alaptalan vagy aránytalan a kiváltó okhoz képest.                                                                                          |
| 4 | A személy igyekszik lehetőség szerint elkerülni a kiváltó helyzeteket. Ha ez nem lehetséges, akkor igyekszik megerősíteni önuralmát, azonban ez erős kellemetlenséggel, idegességgel vagy undorral jár. |
| 5 | A kiváltott negatív érzések, illetve az elkerülés a személynél szignifikáns distresszt okoz, vagy szignifikánsan nehezíti a mindennapi életét.                                                          |
| 6 | A kiváltott negatív érzések, illetve elkerülő viselkedés nem magyarázhatók jobban egy másik zavarral, mint kényszerbetegség vagy poszttraumás stressz.                                                  |
|   | |

### Pszichológiai felmérési módszerek
A szakirodalomban találhatók kérdőívek öndiagnózishoz, és interjúk, azzal a céllal, hogy megmérjék a mizofóniát. Ezek azonban nincsenek tudományos alapon, rendszeresen bevizsgálva. A továbbiakban ezekből írunk le néhányat.

#### Misophonia Questionnaire (MQ)[21]
A kérdőív három részre tagolódik, melyek felmérik a mizofónia tüneteinek jelenlétét, a kiváltott érzelmeket és viselkedést, illetve erősségüket. Az egyes kérdésekre ötfokozatú skálán lehet válaszolni, ami nullától (nem igaz) ötig (teljes mértékben igaz) terjed.
A kérdőívet 483 hallgató részvételével vizsgálták Floridában. A pszichometriai vizsgálat nem volt független.
A teszt megbízhatóságát belső konzisztenciával (Cronbach-α) ellenőrizték. A tünet-skálára α = .86, az érzelmi és viselkedés skálára α = .86 adódott, ami jó eredmény.
A validitást exploratikus faktoranalízissel vizsgálták, ami háromfaktoros megoldást tudott kimutatni. Ez megegyezik a három résszel. A konvergens validitást alátámasztására a szerzők egy másik kérdőívet is kitöltettek, ami hallási túlérzékenységről szólt. A korreláció erős volt (r = .50, p < .001). A szerzők alacsonyabb korrelációt találtak más szenzoros túlérzékenységgel (r = .28 – .34, p < .001), ami diszkrimináns validitásra utal.
A következő skálák az angol fordításai.

##### Mizofónia tünetskála
Összehasonlítva a többi emberrel érzékeny vagyok a következő zajokra:
- Evő emberek (rágás, nyelés, cuppogás, szürcsölés, csámcsogás)
- Ismétlődő kopogás (ceruza az asztalon, lépészaj)
- Zörgés (műanyag, papír)
- Nazális zajok (be- vagy kilégzés, szipogás, satöbbi)
- Torokzajok (köhögés, torokköszörülés, satöbbi)
- Egyebek

##### Mizofónia érzelmi és viselkedési skála
Hogyha észleli a zajt, milyen gyakran éli át vagy cselekszi ezeket:
- Elhagyja a környezetet, vagy egy olyan helyre vonul, ahonnan nem hallja
- Aktívan kerüli azokat a helyzeteket, helyeket, dolgokat, embereket, amik vagy akik várhatóan ilyen zajokat okoznak
- Befogja a fülét
- Fél vagy aggódik
- Szomorú vagy deprimált
- Idegeskedik
- Erőszakos gondolatai támadnak
- Mérgelődik
- Testi erőszakot alkalmaz
- Verbális erőszakot alkalmaz
- Egyéb

##### A mizofónia általános súlyossága
Kérjük, minősítse zajérzékenységének súlyosságát a következő skálán 1 (legenyhébb) és 15 (legsúlyosabb) között. Vegye tekintetbe azoknak a zajoknak számát, amikre reagál; a stressz erősségét és az életében emiatt keletkezett korlátokat is.
| Skála    | Leírás |
| -------- | --- |
| 1 2 3    | Minimális, a normális vagy nagyon gyenge tartományba eső zajérzékenység Kevés időt töltök azzal, hogy ellenálljak a zajérzékenységnek, vagy kevéssé befolyásol.                                                                 |
| 4 5 6    | Gyenge zajérzékenység Életemet a zajérzékenység kis mértékben nehezíti; könnyen ellen tudok állni neki, vagy csak rövid ideig vagyok neki kitéve. Ezt az állapotomat a környezetem is könnyen el tudja viselni.                 |
| 7 8 9    | Közepes zajérzékenység Életminőségem jelentős romlását okozó zajérzékenységemnek csak jelentős energia befektetése árán tudok ellenállni, vagy jelentős mértékben befolyásol. A mindennapi életben mások segítségére szorulok.  |
| 10 11 12 | Erős zajérzékenység Életemet a zajérzékenység erős hatása miatt aktív küzdelemmé változtatja. Az egész időt azzal töltöm, hogy ellenálljak zajérzékenységemnek, különben megérzem a hatását. Életemben sok segítségre szorulok. |
| 13 14 15 | Nagyon erős zajérzékenység A zajérzékenység teljes mértékben elnyom, így intenzív segítségre szorulok még evéshez vagy alváshoz is. Emiatt nehéz a mindennapokban funkcionálni.                                                 |

#### Amsterdam Misophonia Scale (A-MISO-S)[13]
Ez az interjún alapuló eljárás a Yale-Brown Obsessive-Compulsive Scale skála alapján készült. Hat elemből áll, melyek a tünetek súlyosságát mérik. A kérdések a következő témákba tartoznak: Idő, ami a mizofónia miatt elvész; hatás az életképességre; a stressz erőssége; az ellenállás mértéke; a gondolatok fölötti kontroll; elkerülő viselkedés
Az interjút szakértő készíti, aki legfeljebb 24 pontot oszthat ki. Ha az érték legalább 15, akkor a mizofónia súlyos. A kevés elem miatt gazdaságos eljárás, azonban nincs megbízhatósági és érvényességi adatokkal alátámasztva.

#### Misophonia Assessment Questionnaire (MAQ)[32]
Egy ritkábban használt teszt, ami 63 kérdésből áll. A mizofónia érzelmi hatásaira összpontosít, és tekintetbe vesz szociális problémákat, melyek felléphetnek. Nincsenek pszichometrikus elemzések.
==== Misophonia Activation Scale (MAS-1)
Célja az érzelmi és a testi reakciók felmérése, és a súlyosság bemérése. Nem állnak rendelkezésre pszichometriai elemzések, így megbízhatósági és érvényességi adatok sem.

## Kezelése
A kezelésről szóló tanulmányok többnyire esettanulmányok, melyekből nem vonhatók le általános következtetések arra, hogy milyen kezelések használnak. Iránymutatónak és hipotézisadónak használhatók. Csak kevés tanulmány jelent meg elegendő számú, szúrópróbaszerűen kiválasztott résztvevőkkel. Hiányoznak a véletlenített ellenőrzött tanulmányok, ami fontos előfeltétele lenne a kezelésről szóló tanulmánynak. A vizsgálatok kognitív és neurológiai módszerekre fókuszálnak.

### Konfrontációs terápia
Egyes kutatók szerint a mizofóniát nem hozzászoktatással kellene kezelni, vagy pedig csak a stresszt vagy félelmet kiváltó esetekben hatékony, az idegességet okozók esetén nem. vagy pedig csak a stresszt vagy félelmet kiváltó esetekben hatékony, az idegességet okozók esetén nem. Azonban nem álltak elő olyan tanulmányokkal, melyek rendszeresen vizsgálják ezt a feltevést, így bizonyítékuk nincs.
Egy kvalitatív, véletlenített tanulmány 18 résztvevővel, akiknek kezelése a tanulmány készítése közben már folyamatban volt, megmutatta, hogy néhány résztvevőn nem segített a közvetlen hozzászoktatás, amihez egyszerű konfrontációt használtak. A szerzők adaptálták a konfrontációt, és gátló tanulási modellt alakítottak ki, ami segített a részt vevőknek új módszereket tanítani, melyek az egyes ülések között is pozitív hatásúak voltak. A stratégiák a következőket foglalták magukba:
- A negatív elvárások módosítása
- Kioltás
- Az inger változásának érzékelése (a zaj természetes változása a stabil negatív érzékeléssel szemben)
- Megszabadulás az elkerülő viselkedést kiváltó figyelmeztető jelektől

Mivel nincsenek mennyiségi bizonyítékok, azért az eredményt további tanulmányoknak kellene megerősíteniük.

### Kognitív viselkedésterápia
Először egy 90 résztvevős holland tanulmány vizsgálta a kognitív viselkedésterápiát rendszerezett módon. Volt kontrollcsoport, és volt előtte-utána összevetés is.
A kezelés megkezdése előtt a résztvevőket Symptom-Checklist-90 (SCL-90) és A-MISO-S kérdőívekkel interjúzták, hogy diagnosztizálják a mizofóniát. A terápia után az A-MISO-S és mellé az Clinical Global Impression-Improvement Scale (CGI-I) kérdőívekkel vizsgálták a javulást.
A kezelést csoportos üléseken végezték, és a kognitív viselkedésterápia négy technikáját foglalta magában, melyektől javulást vártak a mizofóniások állapotában:
- Koncentrációs gyakorlatok
- Ellenkondicionálás
- Stimulusmanipuláció
- Feszültségoldó gyakorlatok

A mizofóniások 48%-a erős, vagy nagyon erős javulást mutatott, ami azt jelenti, hogy tüneteik legalább 30%-kal gyengültek. Átlagban az A-MISO-S-érték 13,6-ről 9,1-ra csökkent (t = −12,198, df = 89, p < 0,001). Az eredmény szerint a kognitív viselkedésterápia hatásos.
Mérete, szúrópróbaszerűsége és kvázi-lkísérleti jellege ellenére a tanulmánynak megvannak a maga korlátai. Az A-MISO-S teszt nincs validálva, így mérési módszerként megkérdőjelezhető. Mivel az alanyok csoportbeosztás nem volt véletlenszerű, így nem vehető biztosra, hogy más körülmények nem voltak hatással. Továbbá nem volt utólagos nyomkövetés, ami a kezelés hosszú távú hatásosságát vizsgálta volna. Mindezek miatt az eredményeket óvatosan kell kezelni, azonban tekinthető érvnek a kognitív viselkedésterápia mellett.

### Tinnitus retraining terápia (TRT)
Ezt a módszert 1990-ben fejlesztették ki a fülcsengéshez való hozzászoktatáshoz. Az alapját képező modell átvihető a mizofóniára is. Több, mint 100 publikációval és egy véletlenített ellenőrzött tanulmánnyal hatékonysága jól megalapozott a fülcsengéses páciensek körében. Vannak tanulmányok, melyek arra utalnak, hogy a mizofónia ellen is hatásos. A különbség annyi, hogy mizofónia esetén a hang nem belülről, hanem kívülről érkezik, így a TRT adaptálható.
A módszer speciális tanácsadást foglal magában, emellett gyengíti, ha lehet, akkor megszünteti a diszfunkcionális neurális kapcsolatokat a hallórendszer, a limbikus rendszer és az autonóm idegrendszer között. A módszer a kioltás és a szisztematikus érzéketlenítés elve alapján működik. A negatívan megélt zajokhoz pozitív zajokat kapcsol.

## Kultúra
2016-ban  Jeffrey Scott Gould készített egy angol nyelvű dokumentumfilmet "Quiet Please" címmel a mizofóniáról.
Német nyelvű tanácsadók mizofóniához: "Misophonie verstehen und überwinden: Entstehung und Verlauf, Diagnose und Behandlung" és "Ich hasse Geräusche!".
2020-ban az orvosi Ig-Nobel-díjat egy holland kutatócsoport kapta, ami két tanulmányban is vizsgálta a mizofóniát.

## Fordítás
Ez a szócikk részben vagy egészben  a   Misophonie című német Wikipédia-szócikk fordításán alapul.  Az eredeti cikk szerkesztőit annak laptörténete sorolja fel. Ez a jelzés csupán a megfogalmazás eredetét és a szerzői jogokat jelzi, nem szolgál a cikkben szereplő információk forrásmegjelöléseként.